# Кубок України з гандболу серед жінок 2023—2024
Кубок України з гандболу 2023—2024 — гандбольний турнір за Кубок України серед українських жіночих команд. Проводився вдев'яте після відновлення у 2016 році. Турнір складався з двох раундів та «фіналу чотирьох», в ньому взяли участь 13 команд: 7 команд Суперліги: «Галичанка» (м. Львів) «Карпати-ШВСМ» (м. Ужгород), «Спартак-ШВСМ» (м. Київ), «Реал» (Миколаїв) «КОСФК» (м. Бровари), «ДЮСШ-1-ХНУ» (м. Хмельницький), «ДонДУВС-ДЮСШ-4» (м. Кривий Ріг) та 6 команд Вищої і Першої ліги: «Львівська політехніка-ЛФКС» (м. Львів), «Рівне-ДЮСШ-4» (м. Рівне), «ЗУНУ-Енерго ШВСМ» (м. Тернопіль), СДЮСШОР «Карпати»  (м. Ужгород), «Дніпро-Кам'янське» (м. Кам'янське), «Суми-У» (м. Суми).
Матчі 1/8 фіналу пройшли з 16 по 17 лютого 2024 р. у форматі зїзних турів у Києві та Рівному. Жеребкування пар-учасниць стартового туру відбулось 19 січня 2024 року. Команди були розділені у 2 «кошики» з яких було сформовано по три пари учасників, які зіграли між собою 2 матчі.
До 1/4 фіналу потрапили 6 переможців у своїх парах. Жеребкування трьох пар-учасниць чвертьфіналу відбулось 23 січня 2024 року. Вони зіграють між собою 2 матчі. У Фіналі чотирьох гратимуть 3 переможці чвертьфіналу та Львівська «Галичанка», як чинний володар Кубка України. Матчі проходять в Києві, в спорткомплексі НУФВСУ 8 та 9 червня 2024 р. Переможці одноматчевих протистоянь в своїх парах у другий день змагань розіграли головний трофей турніру, а команди, що зазнали поразки — матч за третє місце. Володар Кубку України отримує право на участь в розіграші Європейського кубка.

## 1/8 фіналу
«ДонДУВС-ДЮСШ-4» — «Реал» -:+
 16—17 лютого 2024 р., м. Київ  
«Спартак-ШВСМ» — «Суми-У» 36:17, 32:19
«Львівська політехніка-ЛФКС» — «ДЮСШ-1-ХНУ» 17:33, 18:21
 16—17 лютого 2024 р., м. Рівне  
«Рівне-ДЮСШ-4» — СДЮСШОР «Карпати» 10:0, 10:0
«Карпати» — «КОСФК» 39:18, 37:25
«Дніпро-Кам'янське» — «ЗУНУ-Енерго ШВСМ» 30:34, 29:24

## 1/4 фіналу
Матчі проходили з 29 по 31 березня 2024 р. в м. Рівне.
«Карпати» — «Рівне-ДЮСШ-4» 48:32, 51:26;
«Спартак-ШВСМ» — «Дніпро-Кам`янське» 29:18, 42:26;
«Реал» — «ДЮСШ-1-ХНУ» 34:21, 28:22.

## Фінал чотирьох
8—9 червня 2024 р., м. Бровари
- «Галичанка» (м. Львів);
- «Карпати» (м. Ужгород);
- «Спартак-ШВСМ» (м. Київ);
- «Реал» (м. Миколаїв).

У матчі за „бронзу“ «Реал» — «Спартак-ШВСМ» після нічиєї 35:35 в основний час було призначено серію з п'яти семиметрових кидків. З рахунком 3:5 переміг київський «Спартак-ШВСМ».
Кращими гравчинями фінальних матчів визнано: Анастасію Гінкул  («Реал»), Владиславу Соколову («Спартак-ШВСМ»), Валерію Нестеренко («Карпати») та Олесю Дяченко («Галичанка»). Також Олесю Дяченко визнано найкориснішою гравчинею Кубка України.

#### Турнірна таблиця
|  | Півфінал |                |          |  |  |                   |                   |                   |
|  |          | «Реал»         | 17       |  |  |                   |                   |                   |
|  |          | «Галичанка»    | 31       |  |  | Фінал             | Фінал             | Фінал             |
|  |          |                |          |  |  |                   | «Галичанка»       | 34                |
|  | Півфінал | Півфінал       | Півфінал |  |  | «Карпати-ШВСМ»    | 30                |                   |
|  |          | «Карпати-ШВСМ» | 28       |  |  |                   |                   |                   |
|  |          | «Спартак-ШВСМ» | 23       |  |  | Матч за 3-є місце | Матч за 3-є місце | Матч за 3-є місце |
|  |          |                |          |  |  |                   | «Реал»            | 35(3)             |
|  |          |                |          |  |  |                   | «Спартак-ШВСМ»    | 35(5)             |

#### Фінал
| 9 червня 2024 фінал |

| «Галичанка» (Львів) | 34 — 30 | «Карпати» (Ужгород) |
| ------------------- | ------- | ------------------- |
|                     | [ 8 ]   |                     |

| КОСФК (Бровари) Арбітр: Вінтоняк Ігор, Ківерник Олександр |

| 1                | в   | Марія Поляк     |    |
| 2                | в   | Катерина Гайдук |    |
| 3                |     | Олеся Дяченко   | 10 |
| 5                |     | Софія Голінська | 1  |
| 6                |     | Анастасія Ткач  | 4  |
| 9                |     | Ванесса Лакатош | 6  |
| 10               |     | Анастасія Дутко | 1  |
| 16               | в   | Анна Стадник    |    |
| 20               |     | Катерина Козак  | 6  |
| 21               |     | Мілана Шукаль   | 2  |
| 31               | (к) | Світдана Гавриш | 1  |
| 33               |     | Діана Дмитришин | 3  |
| 77               |     | Тетяна Миколюк  |    |
| Головний тренер: |     |                 |    |
| Віталій Андронов |     |                 |    |

| 4                 |   | Катерина Фенинець  |    |
| 6                 |   | Анна Гававка       | 5  |
| 7                 |   | Надія Пойманова    | 4  |
| 8                 |   | Тетяна Кильч       |    |
| 12                | В | Андріана Марцин    |    |
| 13                |   | Наталія Петровська |    |
| 16                | в | Яна Резуненко      |    |
| 17                |   | Валерія Нестеренко | 12 |
| 21                | в | Тетяна Готра       |    |
| 33                |   | Вікторія Кондраш   |    |
| Головний тренер:  |   |                    |    |
| Борис Петровський |   |                    |    |